# Phellinus ellipsoideus
Phellinus ellipsoideus (anteriormente Fomitiporia ellipsoidea) es una especie de poliporo de la familia Hymenochaetaceae de la cual uno de sus ejemplares produjo el cuerpo fructífero más grande registrado. Encontrada en China, los cuerpos fructíferos producidos por esta especie son basidiocarpos color café que crecen en la madera muerta, de la cual se alimentan mediante saprotrofia. Los basidiocarpos son perennes, permitiendo que alcancen un gran tamaño bajo circunstancias favorables. Son resupinados, midiendo 30 centímetros o más de largo, aunque típicamente se extienden menos de un centímetro desde la superficie de la madera. P. ellipsoideus produce diferentes esporas elipsoidales, de las cuales adquiere su nombre, y unas inusuales cerdas. Esas dos características permiten diferenciarlos microscópicamente de otras especies fácilmente. Los compuestos químicos aislados de esta especie incluyen ciertos compuestos esteroides, que pudieran tener aplicaciones farmacológicas, aunque se requiere mayor investigación.
La especie fue nombrada en 2008 por Bao-Kai Cui y Yu-Cheng Dai basados en colecciones hechas en la provincia de Fujian. Fue designada como perteneciente al género Fomitiporia, pero posteriores análisis sugieren que está más estrechamente relacionada con las especies de Phellinus. En 2011 fue revelado que su enorme cuerpo fructífero, el cual mediría hasta 1 085 cm de longitud, fue encontrado en la isla de Hainan. El peso del ejemplar (de 20 años de edad) fue estimado entre 400 y 500 kilogramos. Éste es mucho más grande que el mayor cuerpo fructífero registrado anteriormente, un ejemplar de Rigidoporus ulmarius encontrado en el Reino Unido que tenía una circunferencia de 425 cm. Los hallazgos fueron publicados formalmente en septiembre de 2011, pero atrajeron la atención internacional de la prensa desde antes.
- Datos: Q612243
- Multimedia: Phellinus ellipsoideus / Q612243